# Алија Алијагић
Алија Алијагић (Бијељина, 20. новембар 1896 — Загреб, 8. март 1922), столарски радник,  комунистички револуционар и присталица тзв. „левог терора”. Познат је по убиству Милорада Драшковића, министра унутрашњих дела у Влади Краљевине СХС.

## Биографија
Рођен је 20. новембра 1896. године у Бијељини. Потиче из осиромашене беговске породице. Завршио је столарски занат и већ у шеснаестој години је ушао у синдикални покрет.
Мобилисан је за време Првог светског рата. Протестовао је због лоших услова у војној радионици у Мостару, због чега је био хапшен. Постаје члан Социјалистичке радничке партије (комуниста) 1919. године, а 1921. године ступа у терористичку организацију „Црвена правда”.
Исте године, са својим друговима, извршио је 21. јула 1921. године у Делницама атентат на Милорада Драшковића, министра унутрашњих послова у Влади Краљевине СХС, главног иницијатора „Обзнане“ (30. децембра 1920), којом је забрањено синдикално организовање и рад Комунистичке партије Југославије. Атентат на Драшковића био је прво политичко убиство у Краљевини Југославији. Алијагић је осуђен на смрт и обешен у Загребачком затвору 8. марта 1922. године. Његова смрт је довела до демонстрација у Загребу. Због посећивања његовог гроба од стране комуниста, полиција прекопала његов гроб и сахранила га у селу Турија код Бихаћа.
После Другог светског рата по њему је названа улица у Београду, на Петловом брду, која је с почетка 21. века преименована у Улицу Милорада Драшковића. У Сарајеву је постојала основна школа „Алија Алијагић“, која се сада зове основна школа „Малта”. У родном граду Бијељини је од 1974. до 1992. године Центар за усмјерено образовање машинске и електротехничке струке носио назив Средњошколски центар „Алија Алијагић”. Такође, једна од улица у центру града је до 1992. године носила назив свог суграђанина.
Године 1974. снимљена је документарна драма „Зашто је пуцао Алија Алијагић”, која на основу аутентичних записника са суђења атентаторима реконструише поменути атентат. Снимању ТВ драме присуствовао је Родољуб Чолаковић, један од главних оптужених у овом процесу.